# Bundesstraße 506
Pour les articles homonymes, voir Route 506.
La Bundesstraße 506 est une Bundesstraße du Land de Rhénanie-du-Nord-Westphalie.

## Histoire
La Landstraße entre Cologne-Mülheim et Wipperfürth, agrandie au début du XIXe siècle, est reclassée Bundesstraße au milieu des années 1970. Le tronçon de Kürten-Bechen à juste avant Wipperfürth est agrandi avec une voie dans chaque direction et une bande d'arrêt d'urgence.
Historiquement, l'itinéraire est basé sur l'importante route militaire, de pèlerinage et commerciale du début ou du haut Moyen Âge de Cologne en passant par Bergisch Gladbach, Romaney, Kürten-Herweg (le nom du lieu fait référence à la route militaire), Bechen , Wipperfürth et Halver à Dortmund, dont la scission en Westphalie du Sud porte le nom de Heidenstraße. Cette circonstance se traduit également par le tracé de l'itinéraire sur les crêtes entre les vallées de la Sülz et de la Dhünn, ce qui est typique des anciennes routes en raison de l'impraticabilité des vallées marécageuses.

## Source
- (de) Cet article est partiellement ou en totalité issu de l’article de Wikipédia en allemand intitulé « Bundesstraße 506 » (voir la liste des auteurs).

1. ↑  (de) Sabine Keller, Bergisches Land : Naturpark zwischen Rhein und Sauerland ; 50 ausgewählte Wanderungen, Bergverlag Rother, 2008, 160 p. (ISBN 9783763341801, lire en ligne), p. 20